# 坡印亭-羅伯遜效應
坡印廷-羅伯遜效應（英語：Poynting–Robertson effect），又稱坡印廷-羅伯遜阻力，以约翰·亨利·坡印廷與霍華德·珀西·羅伯遜命名，是太陽輻射令太陽系中的塵埃微粒，緩慢地往系中心螺旋前進的效應。這種抗力實質上為，與微粒移動方向成切線的輻射壓分量。坡印廷在1903年在“以太理論”的基礎上，給出這種效應的描述，而以太理論在1905年至1915年間逐漸被相對論所取代。羅伯遜在1937年使用了相對論的概念，來描述這種效應。

## 解釋
這個效應可用兩種方式理解，當中會用到不同的參考系。

從不同的角度看太陽來的輻射(S)及粒子的熱輻射(T)：觀測者(a)與粒子一起移動，而觀測者(b)則相對於太陽靜止。

塵埃顆粒環繞太陽而行，從它們的角度出發的話（見右圖的(a)部份），太陽的輻射看起來就像是從其稍前方向來的（光行差）。因此吸收這輻射，會導致一股反運動方向的作用力（由於輻射以光速行進，而塵埃的運動速度要被光速慢好幾個數量級，所以行差角極其細小）。
把太陽系視作一個系統，從這樣一個系統的角度出發的話（見右圖的(b)部份），塵埃顆粒只能從它前面的方向吸收到陽光，因此顆粒的角動量不變。然而，根據質能等價，顆粒在吸收光子的同時，還得到了額外的質量。因此為了保證動量守恆（注意動量與質量成正比），顆粒必須減速，因而降到半徑較小的軌道。
注意光子的再發射，從顆粒的參考系(a)看來，是均勻的。然而，從太陽系的參考系(b)看來，發射是不均勻的，因此光子會從塵埃顆粒那兒帶走角動量。在塵埃顆粒軌道運動不變的情況下，降低角動量似乎有違直覺，但是這是發射時塵埃顆粒的質量減少的直接後果，而角動量與質量成正比。
在理解坡印廷-羅伯遜阻力時，可把它視為一慣性力，其作用方向與塵埃顆粒的軌道運動方向相反，因此它會導致顆粒的角動量下降。需要注意的是，儘管顆粒的角動量下降，但是其軌道速度仍然會持續上升。
坡印廷-羅伯遜阻力等於：
{\displaystyle F_{PR}={\frac {v}{c^{2}}}W={\frac {r^{2}}{4c^{2}}}{\sqrt {\frac {GM_{s}{L_{s}}^{2}}{R^{5}}}}}
其中v為顆粒的速率，c為光速，W為入射輻射的功率，r為顆粒半徑，G為萬有引力常數，Ms為太陽質量，Ls為太陽光度及R為顆粒的軌道大小。
由於重力與物體半徑的立方（體積）成反比，而物體接收及發射輻射的功率則與其半徑的平方（表面積）成反比，因此坡印廷-羅伯遜效應對小的物體，有着更顯著的影響。由於太陽的重力與{\displaystyle {\frac {1}{R^{2}}}}，而坡印廷-羅伯遜力則與{\displaystyle {\frac {1}{R^{2.5}}}}成正比，所以坡印廷-羅伯遜效應在物體接近太陽時，效力會相對地提高，而與此同時，效應不單向物體施加阻力，亦會減低其軌道離心率。
一大小為幾微米的岩質塵粒，從一天文單位外的地方出發，要好幾千年才能夠移動到會被蒸發掉的距離。
對於比這種塵粒小得多的粒子而言，令它們向外旋出的輻射壓，比令它們旋入的坡印廷-羅伯遜效應要強。而對半徑約為半微米的岩質塵粒而言，此時輻射壓與重力相等，儘管坡印廷-羅伯遜效應還是有影響力的，但是這些粒子總會被太陽風吹出太陽系。中間大小的粒子，會因其大小及初速向量的不同，而會旋入或旋出。
羅伯遜研究過點源輻射束中的塵埃運動。而蓋斯(Guess)也研究過這個問題，但他研究的是球源輻射，並發現遠現輻射源的粒子運動，其作用力與羅伯遜下的結論一致
。
取輻射壓所造成的力與重力間的比值，可得無量綱的塵埃參數{\displaystyle \beta }，其表示式如下：
{\displaystyle \beta ={F_{r} \over F_{g}}={3LQ_{pr} \over {16\pi GMc\rho s}}}
其中{\displaystyle Q_{\rm {PR}}}為米氏散射係數，而{\displaystyle \rho }及{\displaystyle s}則為塵埃顆粒的密度及大小。
塵埃顆粒的運動方程如下：
{\displaystyle m{\operatorname {d^{2}} {\vec {x}} \over \operatorname {d} t^{2}}=-GMm{\Big (}1-\beta {\Big )}{{\vec {x}} \over r^{3}}+GMm\beta {\Bigg \{}{-{{{\vec {x}}\cdot {\vec {v}}} \over {cr}}{{\vec {x}} \over r^{3}}-{{\vec {v}} \over {cr^{2}}}+{R_{\rm {s}}^{2} \over {cr^{4}}}{\Big (}{\vec {\omega }}\times {\vec {x}}{\Big )}}{\Bigg \}}}
其中{\displaystyle R_{\rm {s}}}為恆星半徑。